# 栗原大島太郎
栗原 大島太郎（くりはら おおしまたろう、1885年（明治18年）1月23月 - 1975年（昭和50年）5月10日）は、大正から昭和期の医師、実業家、政治家。衆議院議員、長崎県南高来郡加津佐町長。

## 経歴
長崎県南高来郡加津佐村（加津佐町を経て現南島原市）で、栗原一角の五男として生まれ、1916年（大正5年）10月に家督を相続した。1913年（大正2年）熊本医学専門学校（現熊本大学医学部）を卒業した。
医師を開業（回生医院）した。長崎県医師会代議員、美加登製糸所長、加津佐繭市場 (株) 取締役、信用組合顧問理事、加津佐町漁業組合長などを務めた。
政界では、加津佐町会議員、同町長、南高来郡会議員、長崎県会議員、同副議長、消防組頭、方面委員などを務めた。1946（昭和21年）4月の第22回衆議院議員総選挙に長崎県全県区から日本自由党公認で立候補して当選し、衆議院議員に1期在任した。